# Jaekelopterus
Jaekelopterus ("Ala de Jaekel") es un género de artrópodo quelicerado de la clase de los euriptéridos. Con 2,5 metros de longitud, es el euriptérido más grande conocido, superando a su pariente Pterygotus y al milípedo Arthropleura. Vivió hace 390 millones de años, en el Devónico Medio. Se conocen dos especies: J. rhenaniae, la especie tipo, descubierta en Alemania, y J. howelli, de Wyoming (EE. UU.). Existe una tercera especie, aunque dudosa: J. marylandicus, de Maryland (EE. UU.).

## Historia

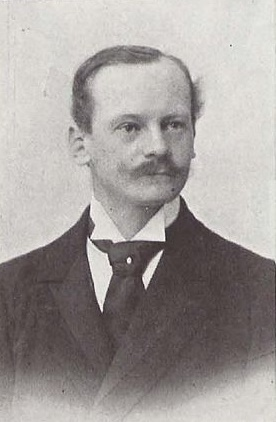
Otto Jaekel, autor de la descripción de J. rhenaniae.

La primera especie del género, J. rhenaniae,  fue descrita en 1914 por Otto Jaekel, un paleontólogo alemán, bajo el nombre de Pterygotus rhenaniae. Sin embargo, en 1964 el género del animal fue cambiado a Jaekelopterus por Charles D. Waterston. En 1952 fue descrita la segunda especie del género, J. howelli.
En 2007 Simon Braddy y Markus Poschmann, de la Universidad de Bristol, publicaron un estudio que analizaba un espécimen de J. rhenaniae que consistía en una gran quelícero de 46 cm. A partir de la relación entre el tamaño de quelíceros y la longitud corporal de varias especies de euriptéridos, los autores estimaron el tamaño completo del animal, determinando que era el mayor artrópodo descubierto hasta la fecha. Debido a este estudio, Jaekelopterus fue objeto de atención mediática y se dio a conocer al público.
En 2013 fueron publicados nuevos restos correspondientes a  33 especímenes de la especie J. howelli hallados en Wyoming. Los fósiles pertenecían a individuos de diferentes edades, lo que permitió elaborar un estudio ontogénico de esta especie.

## Descripción

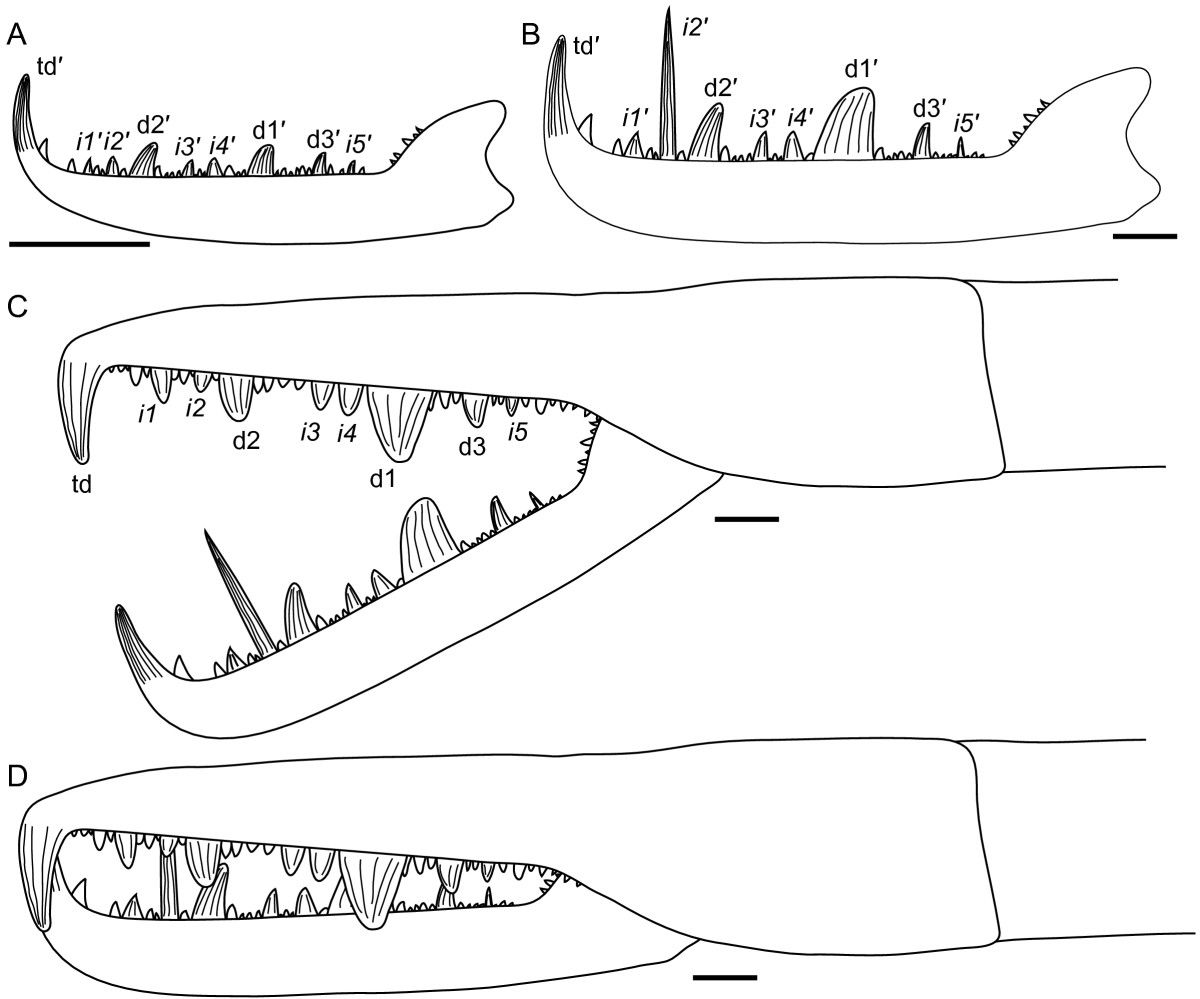
Comparación entre las quelas de individuos juveniles (A) y adultos (B, C, D) de J. howelli.

Jaekelopterus es el mayor euriptérido conocido. A partir del quelícero de J. rhenaniae, de 46 cm, se estimó que la longitud total del animal oscilaba entre 233 y 259 cm, aumentando 1 metro en caso de tener los quelíceros extendidos. La forma del cuerpo era similar a la de euriptéridos de la misma familia, como Pterygotus o Acutiramus: un cuerpo alargado con el telson (la cola)
expandido (más aplanado que alto), cuatro pares de patas para caminar, un par de patas aplanadas usadas para nadar y un par de quelíceros grandes y alargados. La forma de las quelas y el telson son característicos del género, lo que permite diferenciarlo de otros euriptéridos. 
El hallazgo de 33 especímenes de la especie J. howelli permitió analizar la ontogenia de la especie. Se determinó que la forma de los quelíceros cambiaba con la edad del animal, y que el metastoma se hacía relativamente más estrecho a medida que el individuo crecía. En cuanto a los quelíceros, es notable el crecimiento del dentículo i2 de las quelas, de reducido tamaño en los juveniles pero muy alargado en los adultos.

## Paleoecología
Jaekelopterus era un animal acuático. El hábitat varía según la especie: J. rhenaniae vivía en ambientes de agua dulce, como ríos y lagos, mientras que J. howelli habitaba en estuarios. Al igual que otros miembros de su familia, Jaekelopterus no habría podido caminar en tierra firme debido a su anatomía. Dado su tamaño, es posible que Jaekelopterus fuera un superdepredador en su ecosistema, alimentándose de peces, otros euriptéridos, trilobites y otros invertebrados.